# Scott Michael Foster
Scott Michael Foster (n. Winfield, Illinois; 4 de marzo de 1985) es un actor de televisión. 
Teniendo una corta edad, se mudó a Texas y creció en Flower Mound, fuera de Dallas, donde se interesó en actuar tan pronto como ingresó en la escuela primaria. Asistió a la escuela media Briarhill, a Edward S. Marcus High School, y fue parte del teatro hasta que se graduó en 2003. 
Participó en El padre de la novia en su primer año en su carrera como actor. Asistió a Collin County Community College por un semestre, con un enfoque en la actuación, pero pronto abandonó sus estudios para seguir una carrera profesional en ese campo.

## Carrera
Scott se mudó a Los Ángeles, California, donde firmó para trabajos de fondo cada vez que podía. Un representante de la misma agencia que representa Jerry Seinfeld llegó a una clase de Scott y firmó con él para seis meses más tarde. Hizo comerciales y de la voz de personajes. El primer gran papel de Scott, fue en Quarterlife, un drama que se estrenó en por vía Internet el 11 de noviembre de 2007, sobre MySpace. Este papel le concedió reconocimiento en la comunidad actuando, y pronto fue aprovechado para un papel protagonista en Teenage Dirtbag y pequeños papeles en The Horrible Flowers y Forever Charlie, antes de recibir un importante rol en Greek como un chico rebelde tratando de ganar el corazón de su exnovia, a quien perdió por Evan, el presidente de una fraternidad rival.
Es cantante y guitarrista del grupo Siren's Eye, con el que ha planeado lanzar un álbum.

## Filmografía
| Año       | Título               | Rol               | Notas                                 |
| --------- | -------------------- | ----------------- | ------------------------------------- |
| 2005      | The Horrible Flowers | Billy             |                                       |
| 2007      | Teenage Dirtbag      | Thayer            |                                       |
| 2007      | The Game             | Brandon           | 1 Episodio                            |
| 2007      | Womens Murder's Club | Milo Bishop       | 1 Episodio                            |
| 2008      | Quarterlife          | Jed               | Todos los episodios                   |
| 2008      | Greek                | Cappie            | 74 episodios                          |
| 2012      | Californication      | Tyler             | 2012-presente                         |
| 2012      | The River            | Jonas Beckett     | 5 episodios                           |
| 2013      | Zero Hour            | Arron Martin      | 13 episodios                          |
| 2014—2015 | Chasing Life         | Leo Hendrix       | 25 episodios                          |
| 2014      | Once Upon a Time     | Kristoff Bjorgman | personaje recurrente, serie de TV ABC |
| 2017      | Crazy Ex-Girlfriend  | Nathaniel         |                                       |
| 2021      | You                  | Ryan Goodwin      | 5 episodios                           |
| 2023      | Elijo «amor»         | Paul              |                                       |